# Sammy Harkham
Sammy Harkham (nacido el 21 de mayo de 1980)  es un dibujante y editor de tebeos estadounidense, conocido sobre todo por editar la antología de cómics alternativos de Kramers Ergot .
Su propio trabajo se puede encontrar en su serie de cómics Crickets, que fue publicada por Drawn &amp; Quarterly en sus dos primeros números, pero que ahora es una publicación propia: La Sandgre de la Virgen, que se publicó como una historia extendida en Crickets durante 14 años, fue publicado como recolilatorio en mayo de 2023 por Pantheon Books y en abril de 2023 en español por Fulgencio Pimentel . 
Es copropietario de Family Bookstore en Los Ángeles y cofundador de Cinefamily (ahora conocido como Fairfax Cinema). Su padre es el desarrollador Uri Harkham .

## Premios y honores
- 2002 Premio Ignatz nominado al Nuevo Talento Prometedor
- Premio del Libro de Los Angeles Times 2012 por Todo junto: Historias recopiladas [4]

## enlaces externos
- Blog de Family Bookstore
- Entrevista a Harkham, The Comics Journal

- Datos: Q7409762